# Internátus (televíziós sorozat)
Az Internátus (spanyolul: El internado) egy spanyol televíziós sorozat, amely 2007 és 2010 között 71 epizódot és 7 évadot élt meg. A sorozatot a Globomedia készítette az Antena 3 megrendelésére 600 000 euró/epizód költségvetéssel. Magyarországon az AXN tűzte műsorára, első epizódját 2009. április 5-én vetítette.

## Alaptörténet
Egy Madrid melletti erdőben működik a Fekete Tó Internátus (El Internado Laguna Negra), mely a felső tízezer gyermekeinek bentlakásos elitiskolája. Az iskola falai között rengeteg titok és rejtély lakozik. Pár 16 éves diák belekezd, hogy kiderítsék az igazságot. Az iskolához köthetően több gyilkosság történik, s közben kiderül, hogy az iskola alatt labirintus, kincses szoba, és titkos műtők is vannak. Valójában az iskolában az ott dolgozók közül szinte senki sem az, akinek látszik, s a falak között egy hierarchikusan irányított bűnszervezet működik egy latintanár vezetésével. Senki sem véletlenül van épp ebben az iskolában.

## Szereplők

### Tanárok
| Szereplő                                                        | Színész          | Leírás |
| --------------------------------------------------------------- | ---------------- | --- |
| Elsa Fernandez Campos történelem (igazgató) (Farkasinszky Edit) | Natalia Millán   | Édesapja Don Joaquín volt egykor az árvaház igazgatója. Rendkívül viszályos élettársi kapcsolatban él már 10 éve Héctorral, de miután Elsa teherbe esik, Héctor elveszi őt feleségül. Elsa megtudja, hogy van egy fiú testvére (Pablo), aki torzszülöttként született, s az erdőben él. Mikor meglátogatja, egy véletlen baleset folytán elvetél. Azután, hogy Héctor tudomást szerez arról, hogy Elsa és Pedro Camacho összeszűrte a levet, elválnak. Héctor lemondása után ő az igazgató. A Sandra Pazostól elrabolt Samuelt ő találja meg az iskola előtt, s örökbe fogadja. Emiatt átadja igazgatói székét Noiretnek. Azt hiszi Samuel a tóba fulladt, amikor Fermín visszaviszi anyjának. A tanév utolsó napján lemondatja Noiret-ét. Héctor feltételezett halála után a Novoa Pazos gyerekek törvényes gyámja lesz. A 7. évadban Garridoba szerelmes. Mivel az utolsó ellenszer osztáskor nem jut neki dózis, ő az egyetlen, aki a vírus miatt meghal. |
| Héctor de la Vega irodalom (igazgató) (Széles Tamás)            | Luis Merlo       | Az iskola alapítója, a kezdetekben igazgatója. Az első haláleset után lemond a tisztségről. Az igazi neve Samuel Espí, Marcos és Paula nagybátyja. Noiret igazgatói kinevezése után távozni akar az iskolából, de Noiret marasztalja. Az 5. évadban kiderül, hogy halálos beteg, de az Ottox kezelése segíthet neki. A tanév utolsó napján megtudják róla Marcosék, hogy ő Samuel Espí. A 6. évad végén Lucía eljátszatja halálát, de valójában a katakombákban kezelik, ahol teljesen meggyógyul. A robbanás után bennreked. Sikerül neki kiszabadítania magát, s megtalálja testvérét, Irenet (Sandra). |
| Camilo Belmonte latin nyelv és irodalom (Gardi Tamás)           | Pedro Civera     | Helmuth Von Hammer néven született Németországban. A III. Birodalom bukása után gyerekként menekült Spanyolországba. A bűnszervezet feje. Ő irányítja az Ikrek projekt Internátus-ágát, az utasítására elrabolják Sandra Pazost, akit fogva tart fél évig. Kezdetben szinte mindegyik bűntény őhozzá kötődik. A latintanár szerepét jól alakítja, a diákok sokáig nem gyanakodnak rá, csak az 5. évad végén látják meg a katakombákban. A tanév utolsó napján a Veremlakban dulakodás közben begyullad a ruhája, s teste nagy része megég. Noiret-ék azt hiszik meghalt, míg hivatalosan azt mondják, nyugdíjba vonult. Ehelyett azonban az erdőben él, majd ismét elrabolja Sandrát, s a katakombákban tartja fogva. Camilo-t egy katona megsebesíti, végül ebbe a lövésbe hal bele. |
| Amelia Ugarte Roldán alsó tagozatos tanítónő (Sági Tímea)       | Marta Hazas      | Amelia a csendes tanító, aki valójában Camilo bűnszervezetének tagja. Zsarolás árán szervezi be Camilo, s feladata a férfiak közelébe férkőzni. Az 5. évadban testvérét is az iskolába hozza Camilo, s azzal zsarolják Ameliát, hogy nem fog gyógyszert kapni a testvére. A 7. évadban Amelia rátalál a gyógyszerraktárra, ekkor Hugo egy kővel fejbe vágja, amitől meghal. |
| Pedro Camacho testnevelés                                       | Eduardo Velasco  | Pedro régóta szerelmes Elzába. Elsa többször is megcsalja vele Héctort. Egy ideig Ameliával jár, majd miután Héctor elhagyja Elsát, ő Elsát akarja. Meglátja Noiret-t, amint Mateo koporsóját kiássák, ezért Camiloék hogy likvidálják, Mateo holttestét beteszik az autójába, amely miatt letartóztatják. A börtönben hivatalosan öngyilkos lesz és hátrahagy egy beismerő vallomást. |
| Alfonso Ceballos Parra történelem                               | Francisco Merino | Ő az első tanár, aki rájön a volt árvaház fekete múltjára. A katakombákban rátalál az eltűnt öt árva gyerek holttestére, de ekkor előbb bezárják a katakombába, majd megölik. Az ő elmondása miatt kezdenek bele a diákok a nyomozásba. |
| Nora Diez művészettörténet                                      | Mariona Ribas    | Akárcsak Fermín, ő is Pérez Sabán beépített embere. Ő térképezi fel a katakombák alaprajzát, de ott tűzpárbajba kerül Camilo embereivel, s sérülésébe belehal. |
| Mateo Tabuenca matematika                                       | Alejandro Botto  | Camilo embere, aki matematika tanárként kerül az internátusba. Korábban egy tanítványát, Christina Palacios-t megölte. A diákok vele kapcsolatban hamar gyanút fognak, Marcos és Iván a padláson fogva tartják. Camilo ezért eltünteti az útból, élve eltemetik, de végül önkezűleg vet véget életének a koporsóban. |
| Martín Moreno Rodríguez matematika, fizika-kémia                | Ismael Martínez  | Szökésben van, amiért elrabolta fiát, és álnéven jelentkezik Mateo álláshelyére. Amikor Joaquín Jacinta életére tör, Martín egy csavarhúzóval hátba szúrja, majd a holttestét az erdőben elássa. Szerelmes lesz Rebecába. A 2008/2009-es tanévben tanulmányi vezető. 2008 októberében Alicia őrizetbe veszi fia elrablásáért és Joaquín megöléséért. Részletes beismerő vallomást tesz, ezért kihallgatása után szabadon engedik. A 7. évadban Hugo és Rubén gyanúba keverik, hogy ő lopta el a gyógyszereket, emiatt Alicia a toronyba zártatja, de később kiderül, hogy Hugoék voltak. Rebecával kissé kaotikus a kapcsolatuk az utolsó évadban, mérges rá, amiért elhitte, hogy lopott, de a végén kibékülnek. |
| Hugo Alonso Sanz testnevelés                                    | Javier Ríos      | Útlevelében Matías Alejandro Medina Ginepro név szerepel. Héctor barátjaként kerül az iskolába Pedro helyére, de valójában ő is Camilo embere. Ő akadályozza meg, hogy Héctor elszökjön Marcosszal és Paulával az Internátusból. Camilo halála után vezető szerepe van az Ikrek Projektben. A vírus elterjedése után megpróbálja megakadályozni, hogy megtalálják az ellenszert. Amelia rátalál a gyógyszerekre, ezért megöli őt. A gyógyszerek fiolát összetöri, majd megszökik a karanténból, szökés közben megöl egy katonát is. Ezek után a karantén irányításában vesz részt, meg akarja öletni az összes Internátus-lakót. Az utolsó részben bemegy a katonákkal az Internátusba, de a víruskapszulák már elégtek. A könyvtárban előbb vállon lövi Marcost, majd Ivánnal karatéznak, ami során beleesik a tűzben, s meghal. |
| Rebeca Benaroch történelem (Nemes-Takách Kata)                  | Irene Montalà    | Miután Elsa elmegy gyesre, utána kerül az iskolába történelem tanárnak. Az iskolába nácikat keresni érkezett, együttműködik Fermínnel. Különös képessége van, akihez hozzáér, annak meglátja legsötétebb titkát. Így jön rá, hogy Martín ölte meg Joaquínt. A Veremlakban Camilo lábon lövi. Össze jön Martínnal. Ő és Fermín cselezik ki a katonákat azzal, hogy a víruskapszulák ládáit kicserélik. Amikor az izotópért mennek Fermínnel a táborba, fogságba kerül, de kínvallatásra sem mond semmit. A sorozat végén egy katona kiszabadítja, s megakadályozza, hogy Theodora Raüber és Araujo elmeneküljenek. |
| Fernando Ugarte Roldán rajz, művészettörténet                   | Adam Quintero    | Amelia testvére. Héctorhoz hasonló halálos betegséggel küzd. Az Ottox kezelése alá kerül, cserébe szervezik be Ameliát. Nehezen viseli, hogy Ameliának miatta kell más embernek lennie, ezért öngyilkossági kísérletet követ el. 5 nappal a tanév vége előtt felveszi Noiret rajztanárnak. Az utolsó napon öngyilkos lesz, autójával egy szakadékba hajt. |
| Alicia Corral Núñez filozófia (Agócs Judit)                     | Cristina Marcos  | Filozófia tanárnak érkezik a 2008/2009-es tanévre, de valójában a rendőrség embere, s Virginia Montes halála ügyében nyomoz. Clara meg akarja ölni, de nem sikerül neki. A 7. évadra felfedi a többiek előtt is magát, hogy nyomozó. A végén már csak Garridot tudja letartóztatni, miután Hugo és Clara is halott már. |
| Clara Sáez de Tejada tánctanár                                  | Natalia López    | A 2008/2009-es tanévben tűnik fel először a sorozatban. Hugo embere, ő rabolta el Sandra Pazost. Neki kéne végeznie Aliciával és Martínnal, de ez meghiúsul, s a 6. évad utolsó részében Alicia letartóztatja emberölési kísérlet, biológiai merénylet előkészülete és illegális fogva tartás vádjával. Mivel ő is elkapta a vírust, visszaszállítják az Internátus zárt részlegébe, de továbbra is Hugo embere. Az utolsó évadban gyermeket vár. Meghallja, amint Martín rádión keresztül segítséget kér egy futártól, s értesíti Araujo-t, akik megölik a futárt. Garrido rá tereli a gyanút, hogy ő szivárogtat információt, emiatt elmenekül az Internátusból, de Hugo a kerítésnél lelövi. |
| Rodrigo vívásedző                                               | Tomás Repila     | Többször feltűnik a sorozatban, de jelentősebb szerepe nincsen. |

### Személyzet
| Szereplő                                      | Színész            | Leírás |
| --------------------------------------------- | ------------------ | --- |
| Jacinta García Aparicio nevelőnő (Szabó Éva)  | Amparo Baró        | Jacinta tud a legtöbbet az internátusban történtekről, ő ugyanis világ életében itt dolgozott, előbb az árvaházban, majd az internátusban. Lányát testvére nevelte fel, s emiatt nem is akar vele kommunikálni a lánya. Amikor autóbalesetet szenved a lánya családja, az egyetlen túlélő Miguel az ő gyámsága alá kerül. Gyilkossággal vádolják egy korábbi bűntett miatt, melyet valójában Joaquín követett el. A bírósági tárgyaláson felmentik. Joaquín meg akarja ölni, mert Jacintának van egy listája minden elrabolt árváról, de Martin közbelépése miatt megmenekül. A 7. évadban elmondja Elzának Joaquín tetteiről és az árvaház múltjáról az igazságot. |
| Jacques Noiret igazgató (Seder Gábor)         | Carlos Leal        | Az iskola alapítványának és egyben az Ottoxnak a legfőbb részvényese. A sorozat elején Héctor ki akarja vásárolni, hogy kirúghassa fiát, Ivánt. Ivánt úgy vásárolta Tonitól, kicserélve saját, halva született gyermekükre. Amikor felesége erre rájött, megölte feleségét. Élettársa bántalmazása miatt börtönbüntetésre ítélik, de pár hónap után szabad lábra kerül. Ő is az Ikrek bűnszervezet embere, ő végzi a legtöbb piszkos munkát a szervezetben, megölte Caetanot, Trebijano doktornőt, s segít Camilonak Pedróra kenni Mateo megölését. Rövid ideig az iskola igazgatója. Leváltása után is, mint a legfőbb részvényes jelen van az iskolában, Ivánékat a gyógyszerrel zsarolja. A katakombákban Wulf utasítása ellenére sem lövi el Ivánt, majd elmegy az Internátusból, s idegosztályra kerül. |
| Fermín de Pablo konyhafőnök (Kossuth Gábor)   | Raúl Fernández     | Igazi neve Carlos Almansa, de álnéven dolgozik szakácsként az Internátusban, fő munkaadója Pérez Sabán. A feladata volt a személyzet feltérképezése, egy Bosch festmény felkutatása, majd a kincses szoba megtalálása. Szerelmes lesz Maríába, s a sorozat nagy részében együtt vannak, de Fermín titkolózása miatt rendszerint összekapnak. A 6. évad végén egy víruskapszulát injekcióznak a nyakába, ezért ő is a zárt részlegen lesz. Ő a koordinátor fertőzöttek között, ő osztja el a gyógyszereket. Curro vezetésével fellázadnak ellene, s Curro és Clara a WC-be zárják. Mivel két napja nem vett be gyógyszert, kis híján bele hal a betegségbe. A Rubén-féle I. diáklázadásnál ő vezetésével hozzák ki az aknazónából a diákokat, de ő rálép egy aknára. Úgy menekül meg, hogy lábát egy autóhoz kötik, s elrántják a robbanás elől, így sérülés nélkül megússza ezt is. Még az aknán állva megkéri María kezét. Össze is házasodnak az Internátus színe előtt. A végső kitörés hadműveletet ő tervezi meg, de mivel rájön, hogy Garrido az áruló, ezért őt félre informálja. Mikor erre már Garrido rájön, meg akarja ölni, Fermín azonban lefegyverezi. Ekkor azonban figyelmetlen, s Garrido többször hasba szúrja. María segítségére siet, mikor megtudja, hogy Garrido az áruló volt, s még élve találja, de nem sokkal később karjai között meghal. |
| María Almagro szobalány                       | Marta Torné        | A sorozat elején a zárt osztályról szökik meg, s jelentkezik szobalánynak az Internátusban. Azért érkezik az internátusba, hogy megtalálja fiát, akit 13 évesen eladott a barátja, Toni. Mindjárt tudja, hogy Iván az, de nem meri elmondani neki. Eleinte Héctorba szerelmes, de aztán Fermínnel jön össze. Toni feltűnése kissé felkavarja. Az 5. évadban egy időre különválnak Fermínnel, s Hugoval flörtöl. Hugo intézi el, hogy visszakerüljön a zárt osztályra. Fermín szabadítja ki a zárt osztályról, ahol orvosa kínozta. A 7. évadban bemegy a zárt részlegre, hogy segítsen Fermínnek, s még sikerül megmenteni Fermínt, de ő is fertőzött lesz. Fermín megkéri a kezét, s összeházasodnak. Az utolsó részben megözvegyül, karjai között hal meg Fermín. |
| José Antonio "Toni" karbantartó               | Alejandro Casaseca | Iván vér szerinti apja, ő adta el fiát Noiret-nek. A tavaszi félévben érkezik az Internátusba. Feltöri Noiret széfjét, és folyamatosan zsarolja a benne lévő iratokért. A két hold éjszakáján Julia mostohaapja megöli, de még halála előtt elmondja Ivánnak, hogy María az anyja. |
| Dr. Lucía García iskolaorvos (Németh Kriszta) | Lola Baldrich      | Születéskori neve Marta Hernández Velasco, de Dr. Argüello szüleinek azt mondja, hogy halva született, s Don Joaquín az árvaházba viszi. A 6 bosszúálló egyikének húga volt. Az Ottox laboratóriumában dolgozott korábban, de Wulf megfertőzte a vírussal, hogy kénytelen legyen kifejleszteni az ellenszert. Van egy fia, Thomas, aki Noiret-tól van. Az iskolába iskolaorvosnak érkezik, de az Ottox kísérleteiben vesz részt. A vírus elszabadulása után ő koordinálja a fertőzöttek elszeparálását. Curro véletlenül hasba lövi, s Fermínnek kell belőle a golyót kioperálni. A műtét sikeres lesz. Amikor eltűnik, azt hiszik elárulta a bent lévőket, s elhagyta a tábort, de valójában Garrido megölte, s elásta az erdőben. Roque azonban mobilja kamerájával felvette, amint Garrido elássa, így végül kiderül halála. |
| Arturo titkár                                 | Damián Alcolea     | Nincsen jelentős szerepe a sorozatban, ennek ellenére a legtöbb epizódban feltűnik, általában a napi postát veszi át. Ő is elkapja a vírust. A fertőzöttek lázadása során a lázadók oldalára áll. |

### Diákok
A zárójelben a szereplő magyar hangja látható
| Szereplő                                 | Színész          | Leírás |
| ---------------------------------------- | ---------------- | --- |
| Marcos Novoa Pazos (Szűcs Péter Pál)     | Martín Rivas     | Andrés Novoa és Sandra Pazos fia. Húgával, Paulával együtt kerül az Internátusba, mert úgy tudják szüleik meghaltak. Marcos a diákok nyomozásaiban az elejétől fogva kulcsszereplő, majd ahogy egyre több köze lesz mindennek a családjához, úgy lesz vezető szerepe. A sorozat elején szerelmes Carolinába, emiatt Ivánnal nincs jóban. Mikor Iván szakít Carol-lal, ő már Ameliába szerelmes, s Iván pedig a legjobb barátja lesz. Carolinával végig hektikus a kapcsolatuk. A tanév utolsó napján megtudja, hogy Héctor a nagybátyja, s együtt el akarnak menekülni az Internátusból, de Hugo ezt meghiúsítja. A nyáron ismét összevesznek Carolinával, mert megakadályozta, hogy a lány elmenjen anyjához a kórházba. Carol a karjai között hal meg. Nem veszi észre, hogy Amaia szerelmes belé. A 7. évadban megtudja, hogy Roque ölte meg Carolinát. A katakombákban egy eltört gázcső miatt majdnem meghal, Amaiának sikerült újraélesztenie. Majdnem összejön Amaiával, de visszautasítja, hogy még ekkor is Carolra gondol. Az utolsó részben Hugo megsebesíti vállán, de még utána ki tudja vinni Paulát. A sorozat végén ismét találkozik anyjával és Héctorral. |
| Iván Noiret León (Czető Roland)          | Yon González     | Amíg Marcos nem érkezik az internátusba, ő a társaság "főnöke". Nyers, fanyar stílusa ellenére végig érzelmek kavarognak benne. Unokatestvérétől tudja meg, hogy valójában a szülei úgy vették meg csecsemőkorában. Apját gyűlöli, ellene vall Jacques Noiret büntetőügyében, de később mégis hozzájárul, hogy Jacques legyen a törvényes gyámja. Carolinával már több éve járnak, de Marcos érkezte után tönkre megy a kapcsolatuk. Ugyan a második évadban újra összejönnek, nem lesznek sokáig ismét együtt. A negyedik évadtól Juliába lesz szerelmes, ami miatt Roque-val romlik meg a kapcsolata. A téli szünet előtt (2. évad vége) jogos védelmi helyzetében megöl egy férfit, aki Mariára támadt. A két hold éjszakáján (4. évad vége) tudja meg, hogy María és Toni a valódi szülei. Egészen addig nem hiszi el, hogy María az anyja, míg Noiret szekrényében meg nem talál egy erről szóló iratot. Meg akarja ölni Noiret-t a Szent Erzsébet napi ünnepségen, de Julia lebeszéli. A 7. évadban kiderül, hogy Alzheimer-kórban szenved (amit a vírus ellenszere felgyorsított), emiatt memória zavara van. Juliának azt mondja, hogy nem szereti, mert nem akarja, hogy később az ő betegsége Julia életét is tönkre tegye. Végül kibékülnek. Az utolsó részben Hugóval küzdenek a könyvtárban, amely során Hugo ruhája begyullad és megég. A kandalló lejárója viszont leszakadt, de valahogy sikerül kijutnia az iskolából, s még épp látja, amint Fermín meghal. |
| Roque Sánchez Navas (Pálmai Szabolcs)    | Daniel Retuerta  | Ő a társaságban a legkevésbé erős egyéniség. Legjobb barátja Caetano volt. Szerelmes Juliába, de érzései viszonzatlanok maradnak. Nagyon dühös lesz Ivánra, amikor összejön Juliával. A 6. évadban elárulja társait, hogy saját életét mentse, együttműködik Noiret-vel. Amikor Carolina leleplezné, kilöki a toronyból, majd a még élő lányt eltemeti az erdőbe. Amikor az erdőben a még élő lányra rátalál, egy bottal akarja agyon ütni, de a többiek érkezte miatt erre nincs lehetősége. A 7. évadban a többieket meg is lopja (Marcos gyűrűje, Elza ékszerei, Iván nyaklánca), mert egy fegyvert szerez cserébe az egyik katonától. Meg akarja ölni a katakombába rekedt ottoxost, aki őt leleplezné. Végül sikerül saját magát lebuktatnia, amikor a többiek jelenlétében elismeri, hogy ő ölte meg Carolinát, bár azt balesetnek titulálja. Ezután a többiek szóba sem állnak vele, Alicia pedig egy időre be is zárja a toronyba. Előbb fel akarja magát akasztani a szerszámtárolóban, de megzavarja Garrido. Meglátja, amint Garrido éppen eltemeti Lucía-t, de Garrido is meglátja őt, s végül megfojtja Roque-t. Garrido öngyilkosságnak álcázza, mert felakasztja egy fára, de Julia megtalálja mobilját, amin felvette videóra, ahogyan Lucíát temeti el éppen Garrido. |
| Carolina Leal Solís (Dögei Éva)          | Ana de Armas     | 12 éves kora óta az internátus tanulója, a sorozat elején Iván barátnője. Ő erőlteti, hogy találkozzanak Alfonsóval, majd ő az, aki nyomozni kezd. Szerelmes lesz Marcosba, de nem szakít Ivánnal, csak elhidegül tőle. Miután Iván újra előkerül a 2. évadban, rövid ideig ismét összejönnek, de a 3. évadban megmondja Ivánnak, hogy kapcsolatuknak már vége. Ezek után egy ideig viszonzatlan lesz szerelme Marcos irányába. Fernandóval, az új rajztanárral flörtöl, de komolyabb kapcsolat nem alakul ki közöttük. A 6. évadban a legtöbben rá gyanakodnak, mint lehetséges árulóra, emiatt ismét megharagszik Marcosra. Tudja, hogy az áruló a toronyban van, s amikor leleplezné Roque-t, akkor Roque kilöki az ablakon. A zuhanásba nem hal bele, de mivel Roque azt hitte, hogy meghalt, ezért őt elássa. Carolina azonban kiássa magát a földből, és már pont megtalálják Marcosék, amikor Marcos karjai között belehal sérüléseibe. |
| Julia Medina Jiménez (Vadász Bea)        | Blanca Suárez    | A 2. évad elején (vagyis a 2007/2008-as tanév őszi félévében) érkezik az Internátusba, korábban kezelték pszichiátrián. Végig különleges látomásai kísértik az Internátusban, a halottak beszélni akarnak vele. Az Internátusban előbb látja Caetano szellemét, aki végül elmondja, hogy Jacques Noiret ölte meg, majd megjelenik előtte Iván nevelőanyjának szelleme is, aki egy kulcsot ad neki. Szerelmes lesz Ivánba, de mivel Iván kételkedik elméjében, sokszor összevesznek. A nagy nyomozásból nem sokat ért, kissé kívülálló marad ez ügyben végig. Bár Ivánnal sokszor összevesznek, lényegében végig szerelmesek egymásba. Amikor Iván a 7. évadban kidobja, nagyon nehezen viseli a helyzetet, mert halálosan szerelmes Ivánba. Miután megtudja, hogy Iván beteg, addig „erőlteti” Ivánt, míg ki nem békülnek. Julia megtalálja az erdőben Roque telefonját, ami alapján rájönnek, hogy Garrido az áruló. |
| Victoria Martinez González (Mezei Kitty) | Elena Furiase    | Az egyetlen tanuló, aki nem gazdag szülők gyermeke, szülei zöldségárusok, s ösztöndíjasként lehet az iskolában. Szerelmes Ivánba, de érzései viszonzatlanok maradnak. Az 5. évad elején ki akar szállni a nyomozásból, s párjára Nachora koncentrálni. Nacho karja között hal meg. Carolina halálával legjobb barátnőjét is elveszíti. Nem szíveli Amaiát, s ennek hangot is ad. Nagyon ért a számítógépekhez, amikor Hugo laptopját fel akarja törni, Garrido egy nagy dózis altatót fecskendez a nyakába, amitől válságos állapotba kerül, de túléli. Az utolsó részben, amikor Amaia elrabolja Paulát, ő üti le hátulról Amaiát. Kölcsönösen tetszenek egymásnak Torres közlegénnyel. |
| Ignacio García Vallejo "Nacho"           | Jonás Beramí     | Nacho az egyik áldozata az Ikrek Projekt kísérleteinek. Az 5. évadban Vicky párja. Az Ottox emberei rajta is kísérleteztek, s emiatt meghal az évad végén. Még halála előtt elmondja, hogy van egy áruló a csapatban, ugyanis halála előtt hallotta Roque és Noiret beszélgetését. |
| Rubén Bosco (Ungvári Gergő)              | José Ángel Trigo | Gyűlölik a többiek őt, Cara-cartónnak (kartonképűnek)becézik. Tetszik neki Julia, ami miatt féltékeny lesz rá Iván, akivel emiatt össze is verekednek. Roque, a Victoriától ellopott telefont az ő táskájába teszi, így rá tereli a lopások gyanúját. Végig Hugonak dolgozik, María a 7. évadban le is leplezi, de leüti őt. Hugo azt ígérte neki, hogy kiviszi a karanténból. Kétszer is lázítja a többieket a bezártság ellen, s ki akarna törni a vesztegzárból. Első lázadása során az aknamezőre viszi a csapatot, míg második lázadását az aulában sikerül megfékezni. Utolsó szökési kísérletekor Paulát túszul eljtve kényszeríti Ivánt, hogy vigye őt ki autóval az internátusból, majd az erdőn át akarja elhagyni a karantént, de Camilo leüti. Ezek után Alicia lebilincselteti a tanári szobában. |
| Amaia González Hervás (Molnár Ilona)     | Nani Jiménez     | Theodora Raüber, az Ikrek projekt egyik kiötlőjének az unokája. Carolina halála után költözik a helyére a szobába. Nem nagyon kedveli senki sem, de ő neki Marcos tetszik. Marcos kivételével a többiek Heidi-nek hívják. Lucíának segít az orvosi szobában a betegek ellátásában. Amikor Roque a katakombákban hagyja a többieket, Amaia segít nekik onnét kijutni. Curro miatta érkezett az Internátusba, mert korábban Amaia vallomása alapján ítélték el nemi erőszakért Currót. Igen későn, csak akkor fertőződik meg, amikor Marcost szájon át kell lélegeztetnie, mert ő gázmérgezést kapott. Megöli Max-ot, hogy ne sikerüljön a gépet megépítenie. Amaia ugyanis valójában végig nagyanyjának dolgozik, s még a Marcos iránti érzelmei sem valósak, azt el kellett játszania. Az utolsó részben elrabolja Paulát, de Marcos utána ered, s egy méreginjekciót szorít Paula nyakához, s azzal fenyegeti Marcost, hogy ha nem megy el, megöli húgát. Ekkor azonban Victoria hátulról leüti, s Amaia az injekcióval saját magával végez. |
| Paula Novoa Pazos (Pekár Adrienn)        | Carlota García   | Marcos húga, Samuel nővére. Mindössze 6 évesen kerül az iskolába, ahol sok mindent meg kell értenie. Amikor már megérti, hogy szülei halottak, látja anyját egy autóban. Legjobb barátnője Evelyn, de Elsa testvére, Pablo is barátja lesz, akit koboldnak nevez. Kölcsönösen nem szeretik egymást Javier Holgadoval. Lucas érkezése után ő is barátja lesz, sőt Lucasnak tetszik Paula, ami miatt rövid ideig összekap Evelynnel. Mivel ő már Wulf kísérleteinek köszönhetően módosított genetikai állománnyal született, immunis a vírusra, s egyedüliként ő nem kapja el. A sorozat végén előbb Rubén, majd Amaia rabolja el. |
| Evelyn Pons (Károlyi Lili)               | Denisse Peña     | Paula legjobb barátnője. Szülei elválnak a sorozat közben, s apja új párkapcsolatából születik egy féltestvére. Úgy érzi, hogy szerelmes Lucas-ba, s szerinte együtt is járnak, de Lucas közömbös vele szemben. Mikor Lucas elmondja, hogy neki Paula tetszik, teljesen kiakad Paulára. Az utolsó részben Javier Holgadoval jön össze. |
| Javier Holgado Alonso (Bogdán Gergő)     | Sergio Murillo   | Az alsós csoport ügyeletes rendbontója. Szívesen bosszantja Paulát és Evelyn-t. Édesanyja is vírusos lesz, s amikor fogadásból bemegy a zárt részre, találkozik anyjával, s ezáltal ő is megfertőződik. Az utolsó részben Evelyn párja lesz. |
| Lucas Moreno Yerena                      | Javier Cidoncha  | Valódi neve Lucas Galván Yerena, de apja bujkálása miatt kell álnéven lenniük az internátusban. Nem tudja, hogy az apja miért bujkál a rendőrök elől, s miért kell álnevet felvenniük. Különleges képessége, hogy meg tudja álmodni a jövőt, de ilyenkor rendre bevizel az ágyba, ebből tudja, hogy az álma valósággá fog válni. Megálmodja Joaquín halálát is. |
| Cayetano Montero Ruiz (Molnár Levente)   | Fernando Tielve  | Iván és Roque legjobb barátja. Ő lesz az első áldozat a diákok közül, Jacques Noiret öli meg Camilo utasítására abból a célból, hogy a diákokat elrettentsék a további nyomozástól. Később Julia előtt rendre megjelenik szelleme, majd a ruhásszekrény tükrére ráírva megnevezi a gyilkosát. |

### Egyéb szereplők
| Szereplő                  | Színész            | Leírás |
| ------------------------- | ------------------ | --- |
| Joaquín Fernández         | Eduardo MacGregor  | Igazi neve Martin von Klauss. Ő irányította az Ikrek Projektet, és az árvaházat. Elsa, Pablo és Jacinta lányának az apja. A két hold éjszakáján meg akarta ölni Jacintát, de Martin Moreno megakadályozta azzal, hogy hátba szúrta, s ebbe belehalt. Holttestét a 6. évadban találják meg a vadászok. |
| Dr. Ritter Wulf           | José Hervás        | Egy koncentrációs tábor orvosa volt, a világháború után menekült Spanyolországba, Santiago Pazos álnéven élt. Az árvaház működése alatt, árvákon végzett emberkísérleteket, hogy megtalálja a gyógymódot az a vírus ellen, amit ő maga fejlesztett ki, de véletlenül elkapta a vírust a lánya, Eva. Sandra Pazos valójában Eva klónja, s Paula is ugyanolyan génállományú. |
| Sandra Pazos Pérez        | Yolanda Arestegui  | Irene Espí néven született, s Héctor testvére. Valójában Eva Wulf klónja, s Wulf később örökbe is fogadja, hogy majd az ő lánya (Paula) is ugyanolyan génállományú legyen. A kísérlethez szükséges, hogy még egy gyermeket szüljön, ezért elrabolják őt, s a katakombákban szüli meg Samuelt, akin szintén végeznek génmanipulációt. Pérez Sabánék szabadítják ki, de Wulfék elkapják, s bezárva tartják, ahonnét Alicia szabadítja ki. Útban az internátus felé autóbaleset szenvednek Aliciával, s Camilo kihasználva a helyzetet ismét elrabolja, s a katakombákban tartja fogva. Gyermekei eközben azt hiszik hajóbalesetben meghalt, de Paula egyszer látja őt. Camilo halála után Héctor szabadítja ki. |
| Andrés Novoa Setién       | Luis Mottola       | Sandra férje, s Paula és Marcos apja. Ő tud róla, hogy Sandrát el fogják rabolni. Hajótörést szenved Nisyros partjai mellett. Túléli a hajótörést, de amnéziában szenved. Stoppal tér vissza Spanyolországba. Segít megszökni Sandrának, de e közben halálos lövést kap. |
| Mario Torres              | José Luis Patiño   | Ügyvéd, az Ottox embere. Ő hozza az internátusba Paulát és Marcost. Marcosék ellopják a telefonját, amiről pár adatot sikerül kinyerniük. |
| S. Márquez                | Bruno Squarcia     | Héctor magánnyomozója, de sokra nem jut, mert Noiret megöli. |
| Max Levov                 | Santi Pons         | Dr. Wulf gépének megalkotója. Túléli a katakombákban a robbanást, s ő leplezi le Roquét. Újra meg akarja építeni a gépet, de a katonák elrabolják. Fermín és Rebeca visszahozzák az internátusba, ahol meg építi a gépet, de mielőtt beüzemelné Amaia megöli. |
| Araujo ezredes            | Joan Massotkleiner | Igazi neve Karl Felischer, a karantént felügyelő katonai erők vezetője. |
| Nicolás Garrido           | Iñaki Font         | Araujo hadnagya, aki beépül az internátusba, s minden információt kiszivárogtat. Az áruló gyanúját Clarára tereli, majd becsapva őt Hugóhoz küldi, aki kiiktatja játékukból a feleslegessé vált játékost. Megöli Lucíát, majd amikor elássa a holttestét, meglátja őt Roque, amiért megfojtja a fiút is. Fermín Juliának köszönhetően rájön, hogy Garrido az áruló, s Garridot félrevezeti, azonban Garrido végül hasba szúrja Fermint. A sorozat legvégső jelenete, amint Alicia letartóztatja. Azért működött együtt az otoxosokkal, mert azt ígérték neki, klónozzák meghalt fiát. |
| Tomás Noiret García       | Luis Jiménez       | Lucía és Jacques Noiret fia, súlyos beteg egy üvegfal mögött kel élnie, mert a fénytől meghalna. |
| Gabriel Sánchez Trebijano | Inma Nieto         | Sandra Pazos pszichiátere, az ő segítségével idézte fel gyermekkori emlékeit Sandra. Marcos kapcsolatba lép vele, majd erre rájönnek Camilóék, s Noiret megfojtja. |
| Curro Bermúdez Pereira    | Eduardo Mayo       | A második évad második részében bábjátékosként tűnik fel az internátusban. Később Amaia-t keresve érkezik az internátusba azon a napon, amikor a vírus elszabadul, de nem találta meg őt, s elmegy. Korábban Amaia megerőszakolásáért elítélték, de egy hasonló újabb eset miatt egy másik embert elfognak, s perújrafelvétel során Currót felmentették. A katonaság szállítja vissza az internátusba, ugyanis ő is fertőzött, s a zárt részre kerül. Fellázítja a bentieket, s kitörnek a vezetésével. Csatlakozik a Rubén-féle I. diáklázadáshoz, aminek során egy aknára lépve felrobban és meghal. |
| Pablo Fernández Campos    | Javier Iribarren   | Elsa torzszülött testvére. Jacinta nevelte fel, s az erdőben élt, hogy senki ne lássa. Egyedül Paulával barátkozik. Amikor Elsa meglátogatja véletlenül elvetél Elsa. A csendőrök azt hiszik elrabolta Elsát, s lelövik. |

## Történeti elemek

### Idősík
A sorozat 1-5. évadja a 2007/2008-as tanévet foglalja magában. Az 5. évad 9 része a tanév utolsó 9 napját öleli fel. A 6-7. évad a 2008/2009-es tanév első fele.

### Ikrek Projekt
A II. világháború alatt a náci Németországban kifejlesztettek egy vírust, amelyet biológiai fegyverként bevethetnének a háborúba. Dr. Ritter Wulf vezetésével létrejön az Ikrek Projekt, aminek a célja, hogy kifejlesszék a vírusra immunis embertípust. A kísérletekhez a bełżec-i koncentrációs tábor foglyai szolgáltak alanyul. Egy véletlen baleset folytán Eva, Doktor Wulf lánya elkapja a vírust.
Mikor a III. Birodalom bukása valószínűnek mutatkozik, Wulf megrendezi halálát, s azt hiszik meghalt egy bombázásban. Valójában azonban Spanyolországba menekül, ahol társa, Martin Von Klauss, mint Joaquín Fernández, egy árvaházat nyitott a Fekete-tó partján arra a célra, hogy ott Wulf folytathassa a kísérleteket. Mivel nincsen még ellenszer a vírusra, Wulf lányát, Eva-t hibernálja egy kapszulába.
A projekt dokumentumait Von Hammer kapitány fiával, Helmuth-tal küldi el Wulfékhoz. Mire Helmuth megérkezik az árvaházhoz a dokumentumokkal, apját megölték az oroszok, s a birodalom elbukott. Helmuth a Camilo Belmonte személyazonosságot kapja. Wulf Santiago Pazos néven, valamint a többi projektben részt vevő személy is hamis személyazonossággal él tovább Spanyolországban.
Wulf Eva-t klónozza, s Irene Espí anyjába beültették az ivarsejtet, így Irene Eva tökéletes mása. Amíg Irene az árvaházban volt, rajta is kísérleteztek, hogy génállománya elérje az immunis szintet. Irene Espí-t Wulf örökbe fogadja, s Paula is ugyanolyan génállományú lesz, mint Eva, de az ő szervezete már immunis.
Miközben Wulf azon dolgozik, hogy egy olyan gépet hozzon létre, ami a lányát meggyógyítja, egyúttal a vírus tökéletesítésén is dolgoznak, s sikerül elérni, hogy légi úton is terjedjen. A vírushoz ellenanyag is készül, amely 48 órára kitolja a vírus halálos eredményét. A kísérletekhez felhasználják az erdőőr fiát, Susánát és Nacho-t is, akik belehalnak a kísérletbe. Az a terv, hogy ha kész a gép, elterjesztik a vírust, majd a gyógyszerek eladásából hatalmas pénzt kasszírozzanak. Az OTTOX név alatt gyógyszergyárat hoznak létre, hogy a jövedelmet tisztára mossák. A kísérletekhez a tőkét egy gazdag francia vállalkozó, Jacques Noiret biztosította.
A gépet Max Levov tudós segítségével sikerül megépíteni, s kipróbálják Héctoron, s a gép működik. Iván Eva Wulf hibernáló gépének üvegét betöri, így Wulf, hogy életben tartsa lányát, az elkészült géppel meggyógyítaná őt, de Camilo kézigránátot dob a laborra, s a laboratórium összeomlik, Wulfék pedig meghalnak.
Wulf halála után Hugo kezébe kerül az irányítás, akinek az a célja, hogy az internátus lakói előbb meghaljanak a vírustól, majd a lenn maradt vírusokat elhozzák.

### Fekete Tó Árvaház
Martin Von Klauss hozza létre az árvaházat, azzal a céllal, hogy ott tudják leplezni az emberkísérleteket, mert az esetlegesen meghaló árvák senkinek sem fognak hiányozni. Egy orvos Dr. Argüello segítségével úgy rabolnak el újszülötteket, hogy szüleiknek az orvos azt mondja, hogy meghaltak, de valójában az árvaházba viszik őket. Az árvaházban dolgozott Jacinta is, aki a csecsemőrablásokra rájön, s minden elrabolt gyerekről listát készít. Az árvaház rejtélyére 6 árva, a "hat bosszúálló" rájön, de amikor lemennek a katakombákba, Samuel Espí kivételével a többiek meghalnak. Az 5 árva hivatalosan eltűnik, de az eltűnés miatt az árvaházat bezárják.

### Fekete Tó Internátus
Héctor de la Vega (Samuel Espí) hozta létre. A tőkét az iskola alapításához valójában az Ottox befektetői nyújtják. A fő részvényes Jacques Noiret lesz. Cayetano halála után Héctor lemond az igazgatói posztról, s az iskolaszék Elsát kéri fel igazgatónak. Elsa miután rátalál Samuel-re, lemond, ekkor Noiret és Héctor indul az igazgatói székért, de Noiret-et választják meg, aki Camilo kiesése miatt átveszi a nyomozó diákok feletti felügyeletet. Noiret-ét Elsa mondatja le, s ismét Elsa lesz az igazgató egészen haláláig. Elsa halálakor már lényegében nem működik az iskola, így új igazgató választására nem kerül sor. Az utolsó epizódban az iskola épülete leég.

## Nézettség
Igen biztatóan indult a sorozat, az első epizódot 4 629 000-en látták Spanyolországban. Ezt később mindössze a 2. évad 8. epizódja tudta megdönteni. A nézettség, ha nem is túl drasztikus ütemben, de fokozatosan csökkent. Egyedül a negyedik évad tudta felülmúlni az előtte futó évad átlagnézettségét. Az Antena 3 csatornánál elégedettek voltak a nézettséggel, egyedül az utolsó évad volt csalódást keltő. Az utolsó epizódot 3 413 000-an nézték meg, vagyis az első epizódhoz képest a nézettségvesztése 26%-os volt. A legkevésbé nézett rész 7. évad 6. része (A három virágszirom) volt 1 936 000 nézővel.
Az IMDb-n 543 értékelés után 6,9-es átlaggal bír. Legnépszerűbb a 18 év alatt nők körében, míg a 45 év feletti férfiak körében a legkevésbé népszerű.
| Évad           | Epizódszám | Átlagnézettség | Arány |
| -------------- | ---------- | -------------- | ----- |
| Első           | 6          | 4 077 000      | 23,8% |
| Második        | 8          | 3 612 000      | 20,2% |
| Harmadik       | 9          | 3 421 000      | 20,4% |
| Negyedik       | 11         | 3 893 000      | 22,0% |
| Ötödik         | 9          | 3 163 000      | 18,4% |
| Hatodik        | 13         | 2 929 000      | 16,5% |
| Hetedik        | 15         | 2 500 000      | 15,0% |
| Total/promedio | 71         | 3 371 000      | 19,4% |